# Локсштет
Локсштет (њем. Loxstedt) општина је у њемачкој савезној држави Доња Саксонија. Једно је од 57 општинских средишта округа Куксхафен. Према процјени из 2010. у општини је живјело 16.110 становника. Посједује регионалну шифру (AGS) 3352032.

## Географски и демографски подаци
Локсштет се налази у савезној држави Доња Саксонија у округу Куксхафен. Општина се налази на надморској висини од 1 метара. Површина општине износи 141,6 km². У самом мјесту је, према процјени из 2010. године, живјело 16.110 становника. Просјечна густина становништва износи 114 становника/km².